# أندرو لونغ
أندرو لونغ (بالإنجليزية: Andrew Long)‏ هو عالم فيزياء الأرض أسترالي، ولد في 1965.